# Windrose Aviation
Wind Rose Aviation – pierwsza ukraińska czarterowa linia lotnicza z siedzibą w Kijowie. Założona 28 października 2003.
W lutym 2022, w związku z zamknięciem ukraińskiej przestrzeni powietrznej, linia zawiesiła prowadzenie działalności operacyjnej. Większość samolotów stoi na płycie ukraińskich lotnisk.

## Flota
Według stanu na maj 2025 flota Windrose Aviation składała się z 6 samolotów pasażerskich o średnim wieku 24,5 lat:
| Samolot         | Samolot | Samolot   | Liczba miejsc | Liczba miejsc | Uwagi                              |
| Model           | Aktywne | Zamówione | E             | Łącznie       | Uwagi                              |
| --------------- | ------- | --------- | ------------- | ------------- | ---------------------------------- |
| Airbus A321-200 | 2       | -         | 218           | 218           | Uziemione na płycie Kijów-Boryspol |
| ATR 72          | 3       | -         | 72            | 72            | Uziemione na płycie Kijów-Boryspol |
| Embraer ERJ-190 | 1       | -         | 104           | 104           |                                    |
| Łącznie         | 6       | 0         |               |               |                                    |